# Arbetsförmedlingen, Göteborg
Arbetsförmedlingen i Göteborg var den andra arbetsförmedlingen i Sverige, startad år 1902. 

## Historia
Handlanden K.G. Karlsson och direktör Ernst Andrée väckte den 12 september 1901 en motion i Göteborgs stadsfullmäktige om att en arbetsförmedling borde finnas i staden. En särskild beredning tillsattes, som den 24 mars 1902 lämnade sitt betänkande, och frågan behandlades den 10 april 1902. Beslutet blev att bifalla beredningens förslag under namnet "Göteborgs Arbetsförmedlingsanstalt". En platsförmedling skulle därmed inrättas i Göteborg och ett reglemente antogs, som sade:

"-- anstalten skall hafva till uppgift att genom arbetsanvisning och genom att bereda mötesplats för arbetsgifvare och arbetare förmedla allt slags arbete, hvarjämte bestämdes, att arbetsförmedlingen skulle omfatta såväl män som kvinnor och vara afgiftsfri för här i staden mantalsskrifna personer, samt att af å annan ort mantalsskrifna personer, hvilka anlitade anstaltens biträde, skulle i allmänhet upptagas en lämplig af gift.--"
En arbetsordning fastställdes den 16 oktober 1902, och verksamheten skulle enligt den i första hand förse arbetsgivaren med den bästa arbetskraften och arbetaren det arbete, som denne lämpade sig bäst för. Kontoret skulle arbeta oberoende av eventuella konflikter på arbetsmarknaden. 
Den 11 november 1902 startade man och var då den andra i ordningen av kommunala arbetsförmedlingsanstalter i Sverige; den första hade startats i Helsingborg den 1 oktober samma år.
Den första styrelsen bestod av: ordförande; justitierådmannen Harald Lindbäck med maskindirektören Knut Killander som suppleant samt till ledamöter; av arbetsgivare arkitekten C.F. Ebeling och handlanden Knut J:son Mark samt av arbetare möbelsnickaren Herman Lindholm samt månadskarlen Axel Berg. Föreståndare blev förre sjökaptenen John Kruse. Verksamheten organiserades genom en kvinnlig och en manlig avdelning samt ett föreståndarekontor i det gamla Sahlgrenska sjukhusets lokaler vid Grönsakstorget. Första dagen man hade öppet kom 145 arbetssökande, varav 125 manliga och 20 kvinnliga. 
Den 1 januari 1948 förstatligades arbetsförmedlingarna i Sverige.